# テディ・パパヴラミ
テディ・パパヴラミ（Tedi Papavrami, 1971年5月13日 - ）はアルバニア人のヴァイオリニスト。

## 略歴
アルバニア・ティラナ出身。4歳のとき、有名なヴァイオリニストであった父親ロベルトの監督下にヴァイオリンを始める。1982年に招かれて渡仏し、パリ音楽院にてピエール・アモワイヤル、ジェラール・プーレに師事する。
国際的な音楽活動の傍ら、テレビ番組に出演し、またイスマイル・カダレの文学作品をフランス語に翻訳している。
2017年、ピアニストの岡田真季とともに青山音楽賞バロックザール賞を受賞。